# Список керівників держав 1090 року
Список керівників держав 1089 року — 1090 рік — Список керівників держав 1091 року — Список керівників держав за роками

## Азія

### Західна Азія
- Аббасидський халіфат — халіф Аль-Муктаді Біамриллах (1075—1094)
- Анатолійські бейлики —
  - Данішмендиди — Данішменд Газі, емір (1071—1104)
  - Менгджуки (Менгучегіди) — Мангучак Газі, бей (1072—1090); Ісхак, бей (1090—1120)
  - Салтукіди — Салтук I, емір (1072—1102)
  - Чака Бей — Чака Бей, бей (1081—1092)
- Конійський султанат — Абу-л-Касим, султан (1086—1092)

Ємен —
- Зураїди — Зурай, амір (1084—1110)
- Наджахіди — амір Джайаш бін Наджах (1089 — бл. 1107)
- Сулайхіди — емір Арва бінт Ахмад (1086—1138)

Кавказ
- Вірменія:
  - Кілікійське царство — Рубен I, князь (1080—1095)
  - Сюнікське царство — цар Сенекерім (1072—1096)
  - Ташир-Дзорагетське царство — цар Давид II (1089—1118); Аббас I (1089—1118)
- Грузія — цар Давид IV Будівельник (1089—1125)
  - Кахетія — цар Квіріке IV (1084—1102)
- Держава Ширваншахів — ширваншах Фарібурз I ібн Саллар (1063—1096)

- Шеддадіди  — емір Манучехр ібн Шапур I (Ані) (1072 — 1 118)

### Центральна Азія
- Газнійська держава (Афганістан) — султан Ібрагім (1059—1099)
- Гуріди — малік Кутб уд-Дін Хасан ібн Мухаммад (1080—1100)
- Персія
  - Баванді (Табаристан) — іспахбад Шахрияр IV (1074—1114)

- Середня Азія
  - Держава Хорезмшахів — Ануш-Тегін (1077—1097)
  - Східно-Караханідське ханство — хан Харун II Богра-хан (1075—1102)
  - Західно-Караханідське ханство — хан Ахмед-хан (1087—1095)
- Сельджуцька імперія — великий султан Мелік-шах I (1072—1092)
  - Дамаський емірат — Тутуш I, емір (1079—1095)
  - Керманський султанат — султан Туран-шах I (1085—1097)
- Західна Ся — імператор Чунцзун (Лі Ганьчунь) (1086—1139)

### Південна Азія
- Індія
  - Східні Ганги — Анантаварман Чодагнга, цар (1078—1147)
  - Венгі— Східні Чалук'я — магараджа Шантиварма (1076—1094)
  - Західні Чалук'я — магараджа Трібхуванамалла Вікрамадітья VI (1077—1127)
  - Держава Хойсалів — перманаді Вінаядітья (1047—1098)
  - Династія Сена — Хеманта Сена, раджа (1070—1096)
  - Імперія Пала — магараджа Рамапала (1077—1130)
  - Калачурі — Ясахкарна, раджа (1072—1125)
  - Качарі — цар Корпоордхвай (бл. 1070 — бл. 1100)
  - Кашмір — цар Харша (1089—1101)
  - Орісса — магараджа Пуранжайя (1080—1090); Карнедева (1090—1110)
  - Парамара (Малава) — магараджа Лакшманадева (1087—1094)
  - Соланка — раджа Карнадева I (1063—1093)
  - Чандела — раджа Кіртіварман (1060—1100)
  - Держава Чера — магараджа Раві Рама Варма (1082—1090); Рама Варма Кулашекхара (1090—1102)
  - Чола — магараджа Раджендра Кулоттунга I (1070—1120)
  - Ядави (Сеунадеша) — магараджа Парамадева (1085—1105)
- Шрі-Ланка
  - Полоннарува — Війябаху I, цар (1056—1110)

### Південно-Східна Азія
- Кхмерська імперія — імператор Нріпатіндраварман (1080—1113)
- Дайков'єт — імператор Лі Нян Тонг (1072—1127)
- Далі (держава) — король Дуань Чженмін (1081—1094)
- Паган — король Кванзітта (1084—1112/1113)
- Індонезія
  - Сунда — магараджа Ланглангбхумі (1064—1154)

### Східна Азія
- Ляо — імператор Дао-цзун (1055—1101)
- Японія — Імператор Хорікава (1087—1107)
- Китай (Імперія Сун) — імператор Чже-цзун (Чжао Сяо) (1085—1100)
- Корея
  - Корьо — ван Сонджон (1083—1094)

## Африка
- Альморавіди — імам Юсуф ібн Ташфін (1086—1106)
- Аксум (Ефіопія) — імператор Кедус Гарбе (1079—1109)
- Зіріди — емір Тамім Абу Йахья ібн аль-Муїзз (1062—1108)
- Імперія Гао — дья Айам Даа (бл. 1080 — бл. 1090); Фададьо (бл. 1090 — бл. 1120)
- Мукурра — цар Василій (бл. 1089 — бл. 1130)
- Фатімідський халіфат — халіф Маад аль-Мустансир Біллах (1036—1094)
- Канем — маї Хуме (Джилмі) (1085—1097)
- Хаммадіди — султан Мансур ібн Насир (1088—1104)

## Європа

### Британські острови
- Шотландія — король Малькольм III (1058—1093)
- Англія — король Вільгельм II Рудий (1087—1100)
- Уельс:
  - Гвінед — король Гріфід ап Кінан (1081—1137)
  - Глівісінг (Морганнуг) — король Ієстин ап Гургант (1081—1093)
  - Дехейбарт — король Рис ап Теудур (1078—1093)
  - Королівство Повіс — король Іорвет ап Бледін (1075—1103, 1110—1111); Кадуган ап Бледін (1075—1113); Маредід ап Бледін (1075—1102, 1116—1132)

### Північна Європа
- Данія — король Олаф I (1086—1095)
- Ірландія — верховний король Домналл Уа Лохлайнн (1086—1101)
  - Айлех — король Домналл Уа Лохлайнн (1083—1121)
  - Дублін — король Муйрхертах Уа Бріайн (1075—1086, 1089—1091)
  - Коннахт — король Руадрі На Сайде Буїде (1087—1092)
  - Лейнстер — король Енна мак Діармайт (1089—1092)
  - Міде — король Домналл Уа Маел мак Фланн Сехлайнн (1087—1094)
  - Мунстер — король Муйрхертах Уа Бріайн (1086—1114, 1115—1116, 1118—1119)
  - Ольстер — король Донн Слейбе мак Еохада (1081—1091)
- Норвегія — король Олаф III Тихий (1067—1093)
- Швеція — король Інге I Старший (1079—1084, 1087—1105)

### Франція
король Франції Філіп I (1060—1108)
- Аквітанія — герцог Гільйом IX Трубадур (1086—1126)
- Ангулем — граф Гільйом V (1087—1120)
- Анжу — граф Фульк IV Решен (1068—1109)
- Бретань — герцог Ален IV Фержан (1084—1112)
- Бургундія (герцогство) — герцог Ед I (1079—1103)
- Бургундія (графство) — пфальцграф Рено II (1087—1097)
- Вермандуа — граф Гуго I Великий (1080—1102)
- Макон — граф Рено II Бургундський (1085—1097); Етьєн I Бургундський (1085—1102)
- Мо і Труа — граф Ед V (1089—1093)
- Мен — граф Гуго V (1069—1096)
- Невер — граф Рено II (1083—1097)
- Нормандія — герцог Роберт II Куртгез (1087—1106)
- Овернь — граф Роберт II (бл. 1064 — бл. 1096)
- Руссільйон — граф Гіслаберт II (1074—1102)
- Тулуза — граф Гільом IV (1060—1094)
- Шалон — граф Жоффруа II де Донзі (1079—1096); Ґі I (1079—1113)
- Фландрія — граф Роберт I (1071—1093)

### Священна Римська імперія
Імператор Генріх IV (1084—1105)
- Баварія — герцог Генріх VIII (король Генріх IV) (1053—1054, 1077—1096)
- Саксонія — герцог Магнус (1072—1106)
- Швабія — герцог Фрідріх I (1079—1105); Бертольд I (1079—1090)

- Східна марка — маркграф Леопольд II Красивий (1075—1095)
- Каринтія — герцог Луїтпольд (1076—1090)
- Лувен — граф Генріх III (1078—1095)
- Лужицька (Саксонська Східна) марка — маркграф Генріх I (1081—1103)
- Монферрат — маркграф Гульєрмо IV (1084—1111)
- Мейсенська марка — маркграф Генріх I (1089—1103)
- Північна марка — маркграф Лотар Удо III фон Штаде (1087—1106)
- Сполето — Матильда Тосканська, герцогиня (1076—1082, 1086—1093)
- Тосканська марка — Матильда Тосканська, маркграфиня (1076—1115)
- Богемія (Чехія) — король Вратислав ІІ (1086—1092)
  - Брненське князівство — Конрад I, князь (1061—1092)
  - Оломоуцьке князівство — князь Болеслав (1087—1091)

- Штирія (Карантанська марка) — маркграф Отакар II (1082—1122)
- Рейнский Пфальц — пфальцграф Генріх II фон Лаах (1085—1095)
- Верхня Лотарингія — герцог Тьєррі II Хоробрий (1070—1115)
- Нижня Лотарингія — герцог Готфрід IV Бульйонський (1087—1096)
- Ено (Геннегау) — граф Бодуен II (1071—1098)
- Намюр (графство) — граф Альберт III (бл. 1063—1102)
- Люксембург — граф Генріх III (1086—1096)

- Голландія — граф Дірк V (1061—1091)

- Прованс —
  - граф Бертран II (бл. 1062 — бл. 1093)
  - Раймунд IV Тулузький, граф (1081—1105)

- Савоя — граф Гумберт II Сильний (1080—1103)

### ЦентральнатаСхідна Європа
- Польща — князь Владислав I Герман (1079—1102)
  - Померанія — Святобор, князь (бл. 1060—1106)
- Рашка (Сербія) — князь Вукан (1083—1112)
  - Дукля (князівство) — король Костянтин Бодін (1081—1101)
- Угорщина — король Ласло I Святий (1077—1095)
- Хорватія — король Степан II (1089—1091)
- Київська Русь — великий князь Всеволод Ярославич (1076—1077, 1078—1093)
  - Волинське князівство — князь Давид Ігоревич (1086—1099, 1099—1100)
  - Звенигородське князівство — Володар Ростиславич, князь (1085—1092)
  - Муромське князівство — Давид Святославич, князь (1076—1093)
  - Новгородське князівство — князь Мстислав Великий (1088—1094, 1095—1117)
  - Переяславське князівство — князь Ростислав Всеволодович (1078—1093)
  - Полоцьке князівство — князь Всеслав Брячиславич (1044—1068, 1071—1101)
  - Теребовлянське князівство — Василько Ростиславич, князь (1085—1124)
  - Тмутараканське князівство — Олег Святославич, князь (1083—1094)
  - Турово-Пінське князівство — князь Святополк Ізяславич (1088—1093)
  - Чернігівське князівство — князь Володимир Всеволодович Мономах (1078—1094)

### Іспанія,Португалія
- Ампуріас — граф Уго II (бл. 1078 — бл. 1116)
- Бадахос (тайфа) — емір Умар ібн Мухаммад аль-Мутаваккіл (1073/1079 — 1094)
- Барселона — граф Рамон Беренгер II (1076—1082); Беренгер Рамон II (1076—1097)
- Безалу — граф Бернардо II (1066—1100)
- Валенсія (тайфа) — емір Яхья аль Кадир (1086—1092)
- Гранада (тайфа) — емір Абдаллах бен Булуггін (1073—1090)
- Конфлан і Серданья — граф Гійом I Рамон (1068—1095)
- Кастилія і Леон — король Альфонс VI Кастильський, імператор Іспанії (1077—1109)
- Наварра (Памплона) — король Санчо V (Санчо I Арагонський) (1076—1094)
- Пальярс Верхній — граф Артау (Артальдо) II, граф (1082 — бл. 1124)
- Пальярс Нижній — граф Рамон IV (V) (бл. 1047 — бл. 1098)
- Уржель — граф Ерменгол IV (1065—1092)
- Севілья (тайфа) — Аль-Мутамід ібн Аббад, емір (1069—1091)
- Тортоса (тайфа) — емір аль-Мундір Імад ад-Давла (1081/1083 — 1090); Сулейман Саїд (1090—1099)

- Португалія — приєднана до королівства Леон

### Італія
- Аверса — граф Жордан I (1078—1091)
- Апулія і Калабрія — герцог Рожер I Борса (1085—1111)

- Венеційська республіка — дож Вітале Фальєр (1084—1095)

- Капуя — князь Жордан I (1078—1091)
- Неаполітанський дукат — герцог Сергій VI (1082—1107)
- Папська держава —
  - Урбан II, папа римський (1088—1099)
  - Климент III, антипапа (1080—1100)

- Сицилія — Рожер I, великий граф (1072—1101)

### Візантійська імперія
- Візантійська імперія — імператор Олексій I Комнін (1081—1118)

| Історія | Це незавершена стаття з історії. Ви можете допомогти проєкту, виправивши або дописавши її. |